# Tarbosaurus, the Mightiest Ever
Tarbosaurus, The Mightiest Ever (한반도의 공룡 Hanbando-ui gongnyong) è un film del 2010 diretto da Kim Byoung-il. Narra la leggendaria storia del defunto padre di Spotty.

## Trama
La vita del giovane tarbosauro Patch è divisa in due parti, la prima che ripercorre i suoi anni da cucciolo che deve prima imparare a nascondersi e poi imparare a cacciare. La seconda mostra che ormai è divenuto un adulto bello forte, che divenne il re della foresta e che dominò quest'area per oltre 160 milioni di anni.

## Produzione
Nel 2010, il canale televisivo coreano Education Broadcasting System (EBS) pubblicò questo documentario in computer grafica diviso in tre episodi, che mostrava i dinosauri vissuti in Corea durante il Cretaceo, dal nome Hanbando-ui gongnyong (한반도의 공룡). Il documentario riscosse grande successo in patria, dove i produttori decisero di lanciarsi nella produzione di questo film-documentario incentrato sulla vita dei dinosauri. Durante la produzione, nel 2010, il noto film di fantascienza 3D Avatar ebbe un grande successo in tutto il mondo, portando i produttori di Tarbosaurus,the migthiest ever ad applicare la moderna tecnologia 3D, per il progetto cinematografico. Il film fu girato interamente in Nuova Zelanda, mentre i dinosauri e le altre creature preistoriche sono stati creati in digitale.

## Accoglienza
Il film ha attirato l'attenzione di 1 miliardo di spettatori nel 2010, diventando il primo film d'animazione di maggior successo di tutti i tempi in Corea assieme a Spotty il dinosauro 3D. In seguito è stato distribuito anche in altri 37 territori generando ulteriori entrate aggiuntive attraverso IPTV e DVD di vendita.

## Dinosauri e altri animali nel film
- Haenamicno
- Microraptor
- Protoceratopo
- Pukyongosauro
- Tarbosauro
- Terizinosauro
- Velociraptor